# Барабанщиковское сельское поселение
Барабанщиковское сельское поселение — муниципальное образование в Дубовском районе Ростовской области. 
Административный центр поселения — хутор Щеглов.

## Административное устройство
В состав Барабанщиковского сельского поселения входят:
- хутор Щеглов;
- хутор Верхний Жиров;
- хутор Кравцов;
- хутор Крюков;
- хутор Лесной;
- хутор Назаров.

## Население
| 2010  | 2012  | 2013  | 2014  | 2015  | 2016  | 2017  |
| ----- | ----- | ----- | ----- | ----- | ----- | ----- |
| 1106  | ↗1108 | ↘1082 | ↗1090 | ↘1084 | ↗1085 | ↘1084 |
| 2018  | 2019  | 2020  | 2021  |       |       |       |
| ↘1064 | ↘1035 | ↘1012 | ↘1003 |       |       |       |